# An Enemy in the Camp
An Enemy in the Camp è un cortometraggio muto del 1908 diretto da Lewin Fitzhamon.

## Trama
Un bambino telefona ai soldati salvando così dei dispacci da una spia.

## Produzione
Il film fu prodotto dalla Hepworth.

## Distribuzione
Distribuito dalla Hepworth, il film - un cortometraggio di 53,3 metri - uscì nelle sale cinematografiche britanniche nel dicembre 1908.
Si conoscono pochi dati del film che, prodotto dalla Hepworth, fu distrutto nel 1924 dallo stesso produttore, Cecil M. Hepworth. Fallito, in gravissime difficoltà finanziarie, il produttore pensò in questo modo di poter almeno recuperare il nitrato d'argento della pellicola.